# Santuario di Nostra Signora del Carmine (Lavagna)
Il santuario di Nostra Signora del Carmine è un luogo di culto cattolico nel comune di Lavagna, in via del Carmine, nella città metropolitana di Genova.

## Storia

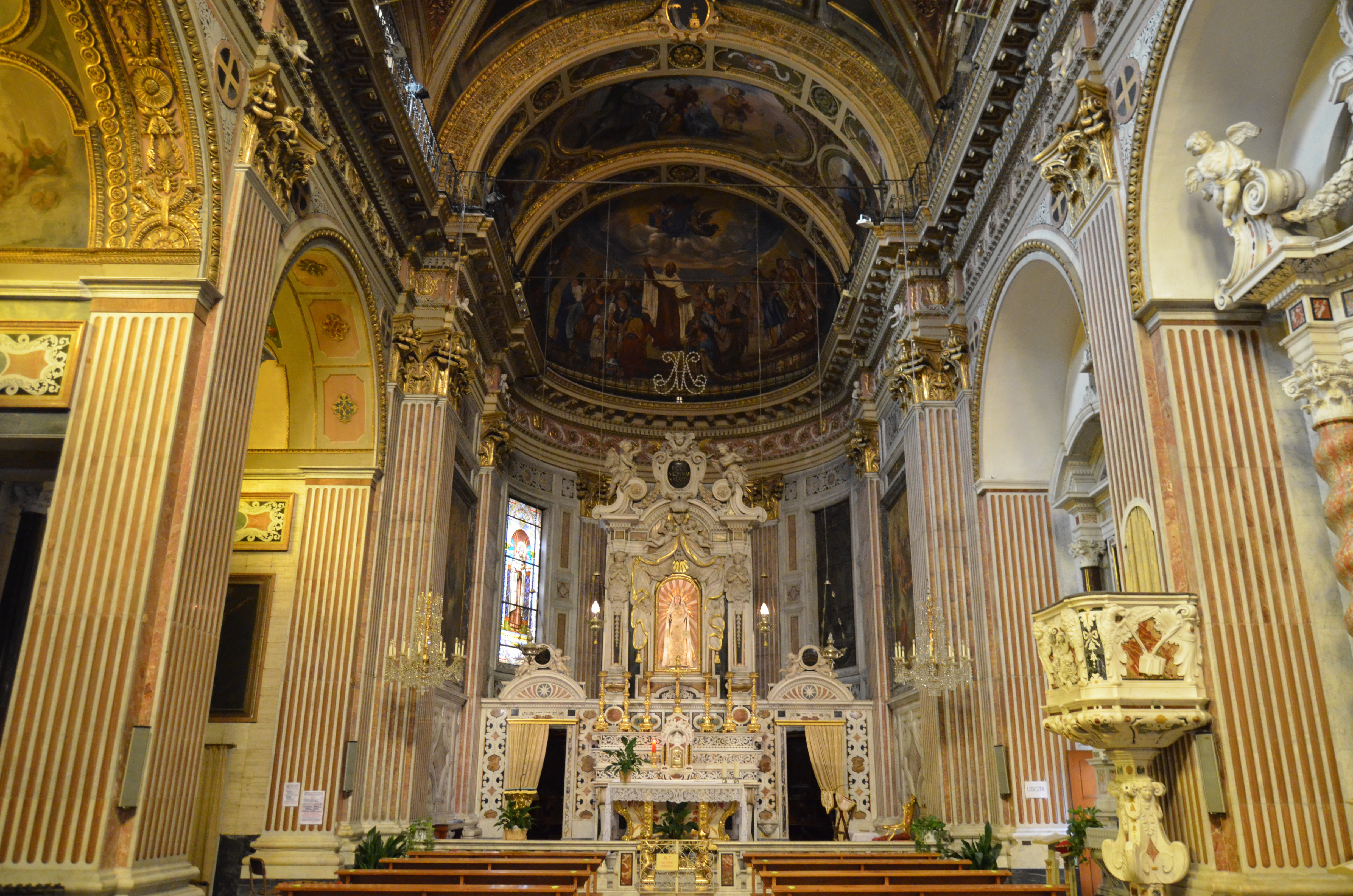
La navata centrale

I lavori di edificazione iniziarono nel 1617, nella quale si edificò anche un convento dei Carmelitani Scalzi. Nella zona vi erano già ospitati un oratorio dedicato ai Santi Lucia e Gottardo, appartenente alla locale Confraternita dei Disciplinati. I lavori si conclusero nel 1631, donando alla nuova chiesa una statua in legno della Madonna del Carmelo, proveniente da Genova, che ancora oggi si trova sull'altare maggiore.
A causa della rivoluzione nel 1799 di Napoleone Bonaparte in Liguria, i carmelitani dovettero abbandonare il convento - soppresso dalle nuove ordinanze napoleoniche - trasferendosi dapprima a Novi Ligure poi a Genova.
Il convento venne smembrato e venduto ai privati, dopo essere stato utilizzato anche per altri scopi, mentre il chiostro ospita attualmente la biblioteca civica e la raccolta Alloisio dal 1984. La chiesa invece fu conservata, anche se spesso utilizzata per altre finalità. Nel 1806 la chiesa tornò alle proprie funzioni religiose, eleggendo il complesso con il titolo di santuario autonomo.
Il primo restauro si ebbe nel 1835 per riedificare il coro, consentendo così la demolizione di una parte di esso per favorire il tracciamento della strada che porta il nome del santuario.

## Descrizione

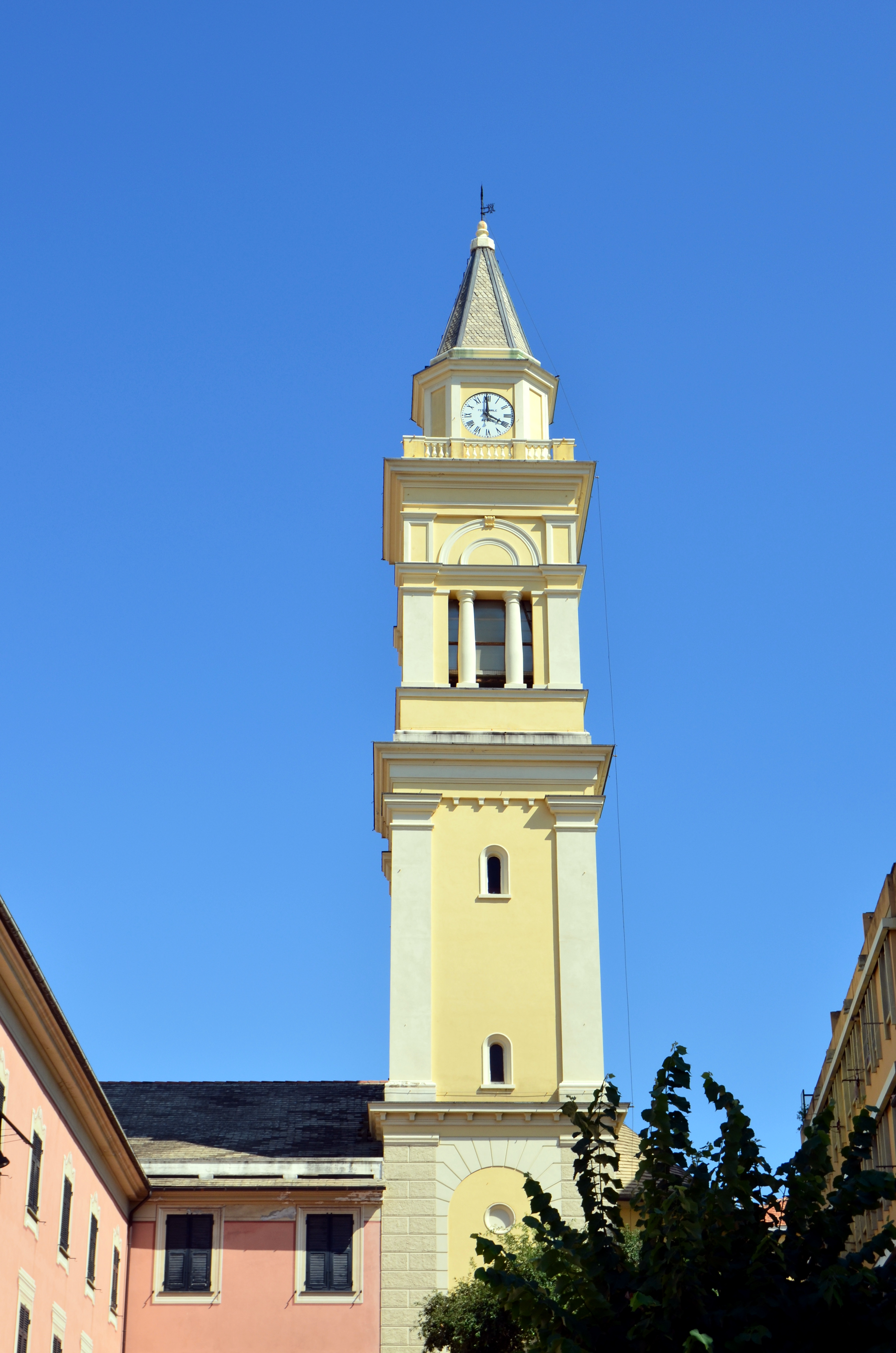
Il campanile del santuario

La facciata della chiesa è caratterizzata da un portale del XIX secolo e composta da sole tre finestre. La struttura del santuario è ad unica navata, composta nel totale da sei cappelle. All'interno i marmi usati nella costruzione degli altari sono stati prelevati da una nota fabbrica lavagnese.
Gli affreschi presenti sono opera dei pittori senesi Alessandro Franchi e Gaetano Marinelli - dipinti tra il 1890 e il 1900 - e di Giuseppe Repetto databili al 1860. I quadri appartengono invece a varie epoche storiche quali l'Estasi di santa Teresa di Domenico Fiasella, la Natività e San Pietro di Orazio De Ferrari, e la raffigurazione di San Gottardo di Giovanni Andrea De Ferrari.
La cassa processionale è del 1857, usata nella celebre processione del 16 luglio per la festa omonima.